# Auriculars d'Apple

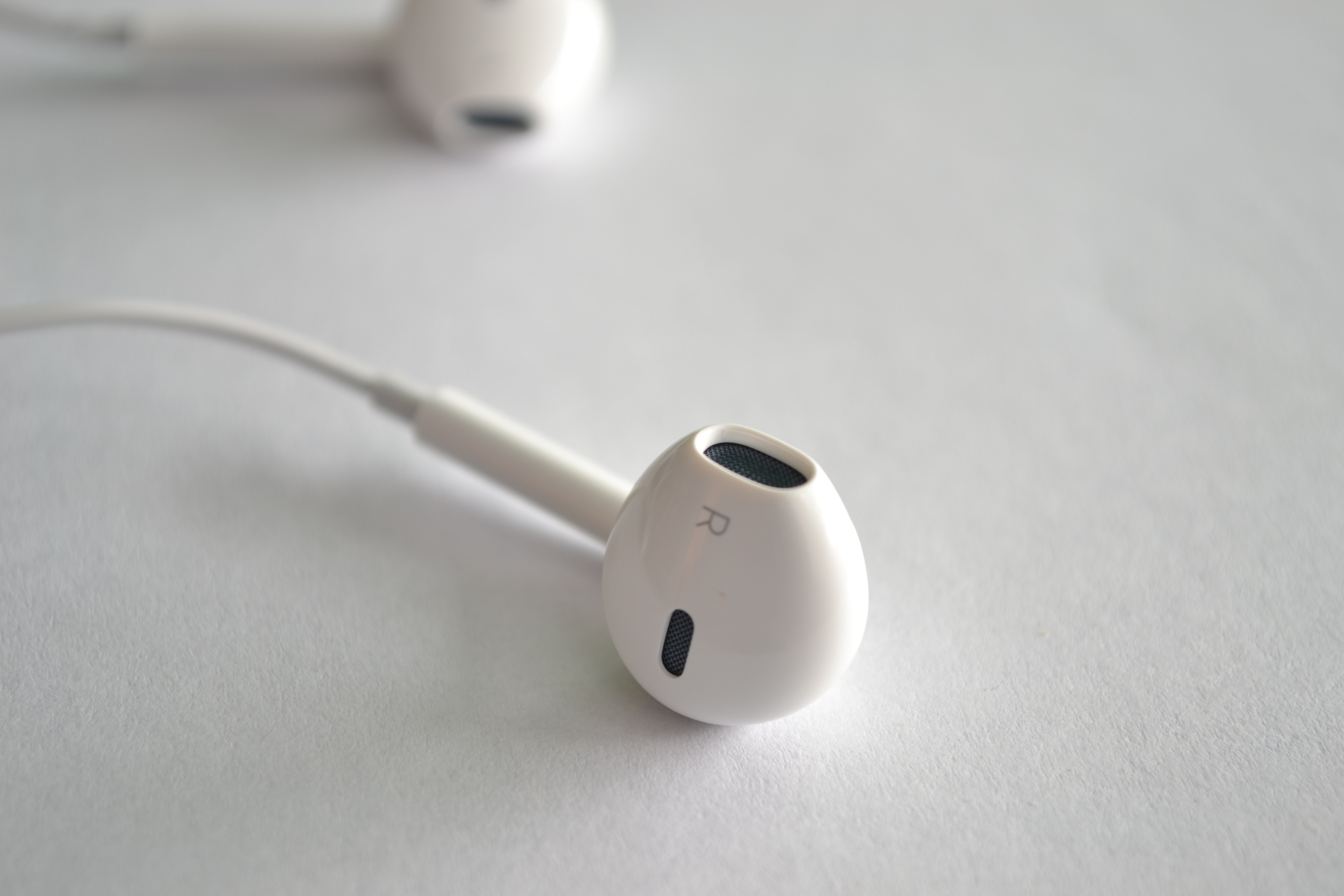
Apple EarPods, presentats el 12 de setembre del 2012.

Els Auriculars d'Apple ( Apple EarPods ) són uns auriculars blancs amb comandament a distància i micròfon comercialitzats per Apple Inc. S'inclouen a tots els nous iPhone (fins al 2020) i iPod (fins al 2022), encara que també es venen de forma independent. El seu darrer redisseny, de setembre de 2012, es caracteritza per tenir una forma més ergonòmica, amb un encaix més gran a les orelles. De forma independent, Apple comercialitza una versió sense fil d'aquests auriculars, anomenats AirPods.

## Història

### Auriculars iPod

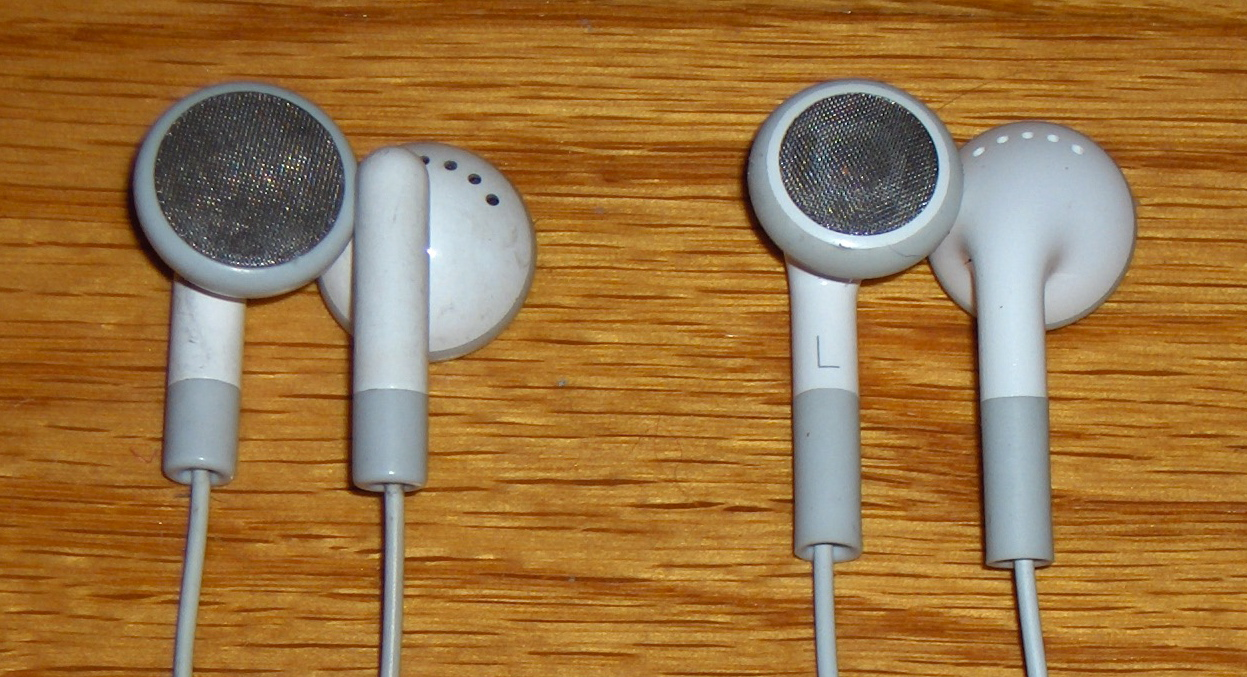
Comparativa entre els primers models d'auriculars d'Apple per a iPod.

Els primers auriculars d'Apple van néixer juntament amb el llançament de l'iPod original; el 23 d'octubre del 2001. El seu característic disseny rodó i l'èxit comercial del reproductor de música amb què es comercialitzaven va alçar la seva popularitat i els va convertir en un dels símbols de la marca. El seu èxit va ser accentuat per les campanyes de publicitat de l'iPod, on els auriculars i el disseny blanc tenien un protagonisme fonamental i que va servir per convertir-los en una icona popular. Van ser molt revolucionaris.
El seu disseny va ser modificat lleugerament a la segona generació d'iPod per fer-los una mica més petits i es va afegir un passador per controlar la longitud del cable. El seu tercer redisseny va ser comercialitzat a partir de l'iPod vídeo de cinquena generació, l'iPod nano de segona generació i els seus successors. En aquesta revisió es va fer lleugerament més petita la reixeta dels altaveus i es va augmentar lleugerament la longitud de l'altaveu.

### Auriculars Apple amb comandament i micròfon

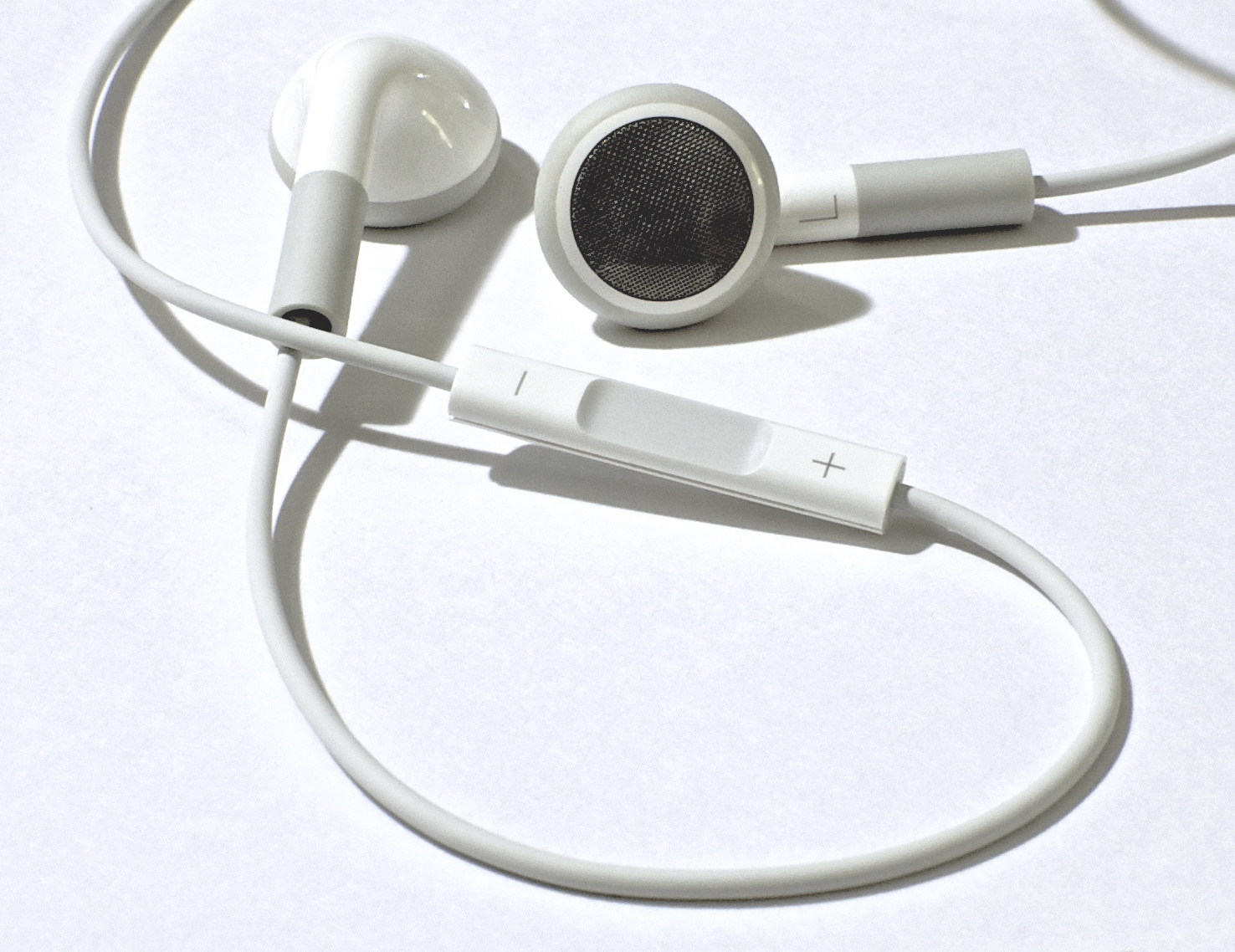
Disseny dels auriculars d'Apple amb comandament i micròfon comercialitzats amb l'iPhone 3GS, iPhone 4 i iPhone 4S.

El primer gran redisseny dels auriculars d'Apple va arribar juntament amb la presentació de l'iPhone de primera generació el 2007. El disseny dels altaveus va ser modificat per fer-ho més simple i arrodonit que el seu predecessor i la qualitat de so va millorar notablement respecte als seus predecessors. Una altra de les principals novetats era la inclusió d'una càpsula integrada al cable on s'incorporava un micròfon i un botó multifunció que permetia realitzar algunes accions a l'iPhone, com ara pausar i reprendre la música o despenjar i finalitzar trucades. Aquest model també va ser comercialitzat amb iPhone 3G i tots els models d'iPod i iPod nano següents.
Els auriculars van ser actualitzats en la versió inclosa al costat de l'iPhone 3GS, iPhone 4 i iPhone 4S. El disseny es va mantenir, però es va modificar el comandament a distància afegint botons dedicats per al control de volum, a més a més del botó principal. Una variant d'aquesta generació sense micròfon es va vendre amb l'iPod shuffle de tercera generació.

## Apple EarPods

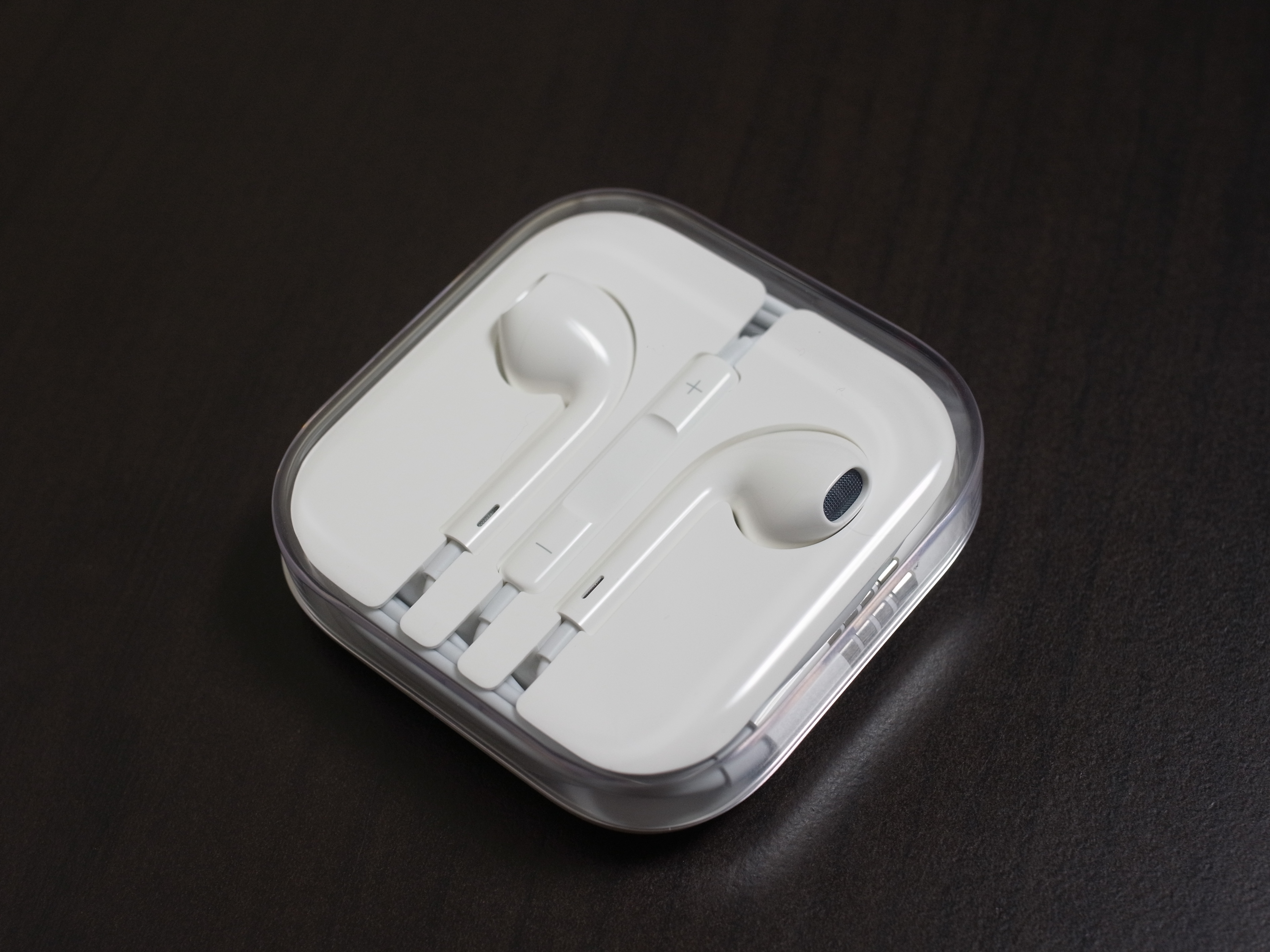
EarPods d'Apple, llançats el 2012, al seu embalatge.

Després de cinc anys sense canvis, els auriculars van experimentar el redisseny més gran de la seva història al costat del llançament de l'iPhone 5, el 12 de setembre de 2012. En primer lloc, se'ls va atorgar una marca pròpia, passant a denominar-se Apple EarPods.
La nova generació posseïa un nous components i un nou disseny ergonòmic amb una peculiar forma, enfocada a millorar la comoditat i la subjecció a les orelles. També es va redissenyar l'altaveu per minimitzar la pèrdua de so i maximitzar-ne la sortida, la qual cosa deriva en una notable millora en la qualitat de so respecte al seu predecessor. En paraules del seu dissenyador, Jonathan Ive, la inspiració per al seu disseny va ser el vestit dels personatges Stormtrooper, de la franquícia Star Wars.
El disseny de la càpsula on s'allotjaven els controls de volum i reproducció es va mantenir, encara que el micròfon va ser millorat, eliminant l'orifici pel qual abans entrava el so per integrar-lo de forma invisible als assemblatges de la pròpia càpsula. Al revers es va afegir una icona amb forma de micròfon on abans hi havia l'orifici.
Amb el llançament de l'iPhone 7 el 2016, que deixava d'incorporar un port analògic de 3.5 mm, els auriculars van mantenir el disseny i les característiques però van passar a tenir un connector Lightning en lloc de l'analògic. Per facilitar la compatibilitat d'aquests auriculars amb altres dispositius, aquests models diPhone es van vendre amb un adaptador de Lightning a 3.5 mm.

## AirPods

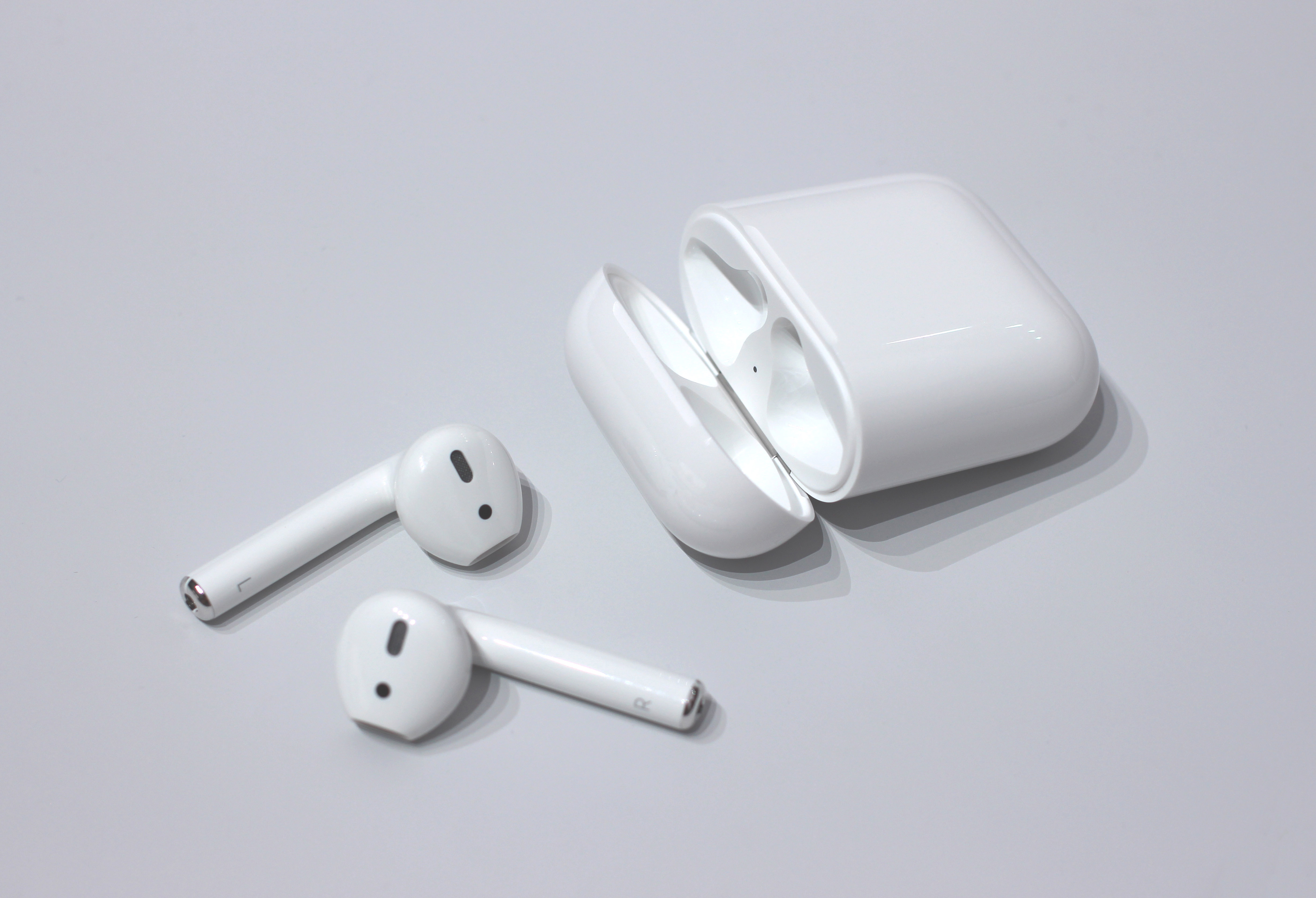
Apple AirPods i el seu estoig.

Els AirPods són una variant sense fils dels EarPods llançada a finals de 2016 conjuntament amb el llançament de l'iPhone 7. Al contrari que aquests darrers, no s'inclouen amb cap dispositiu d'Apple, sinó que es venen per separat com a un perifèric alternatiu de valor afegit.
Encara que els seus altaveus tenen un disseny similar al dels EarPods, presenten grans diferències en el maquinari. Els AirPods tenen micròfon, acceleròmetre, sensors d'infrarojos i capacitats tàctils a les dues unitats. Tenen connectivitat Bluetooth 4.0 i un processador Apple W1, que controla el programari i connectivitat amb els dispositius als quals estan aparellats.
La superfície tàctil i l'acceleròmetre permet controlar els auriculars tocant-los, mentre que el receptor d'infrarojos permet pausar i reprendre la música automàticament quan no són a l'orella de l'usuari. Tenen una bateria de cinc hores i incorporen un estoig en què es recarreguen automàticament quan estan guardats, podent atorgar-los fins a 24 hores més de bateria. L'estoig es carrega mitjançant port Lightning.
Els AirPods són compatibles amb els iPhone, iPad, Apple Watch i Mac. També són compatibles amb qualsevol altre dispositiu que admeti connectivitat Bluetooth, encara que la seva instal·lació és més complexa a causa del sistema d'aparellament automàtic que es fa servir als dispositius d'Apple.